# Resolució 1978 del Consell de Seguretat de les Nacions Unides
La Resolució 1978 del Consell de Seguretat de les Nacions Unides fou adoptada per unanimitat el 27 d'abril de 2011. Després de recordar totes les resolucions anteriors sobre la situació al Sudan, el Consell va prorrogar el mandat de la Missió de les Nacions Unides al Sudan (UNMIS) fins al 9 de juliol de 2011 i ha anunciat la seva intenció de crear una missió successora.

## Observacions
El Consell va examinar els resultats del referèndum d'independència celebrat a Sudan del Sud el gener de 2011 i la sol·licitud del govern per a una presència continuada de les Nacions Unides allà. Al mateix temps, també va determinar que la situació continuava sent una amenaça per a la pau i la seguretat internacionals a la regió.

## Actes
El mandat de la UNMIS, tal com s'estableix en Resolució 1590 (2005), va ser estès fins al 9 de juliol de 2011 (el dia que el Sudan del Sud esdevindria independent). El Consell ha anunciat la seva intenció d'establir una missió de successió, i va demanar a la Secretari general Ban Ki-moon que consultar amb les parts del l'Acord de Pau Complet sobre la qüestió i que n'informés abans del 16 de maig de 2011.
Finalment, es va demanar a la UNMIS que es preparés per establir la missió de seguiment.